# Jeux de tir à deux joysticks
Les jeux de tir à deux joysticks sont un sous-genre de jeux vidéo de type shoot'em up. Il s'agit d'un jeu de tir multidirectionnel dans lequel le personnage du joueur est contrôlé à l'aide de deux joysticks. Le premier est utilisé pour se déplacer, alors que le second est utilisé afin de tirer dans la direction où le joystick est poussé. En général, les coups de feu sont tirés dès que le deuxième joystick est déplacé, mais dans certains jeux, il existe un bouton supplémentaire qui doit être maintenu enfoncé. 